# Le Grand Jeu (1954)
Le Grand Jeu is een Franse dramafilm uit 1954 onder regie van Robert Siodmak.

## Verhaal
De jonge advocaat Pierre Martel is gelukkig getrouwd. Als hij verwikkeld raakt in een schandaal om een vrouw, verlaat hij Frankrijk en tekent voor het Vreemdelingenlegioen. Zo leert hij de prostituee Blanche kennen, die sprekend lijkt op zijn ex-geliefde. Hij vermoordt haar belager, zodat ze in Europa een nieuw leven kan beginnen.

## Rolverdeling
| Acteur             | Personage                     |
| ------------------ | ----------------------------- |
| Gina Lollobrigida  | Sylvia Sorrego / Hélèna Ricci |
| Jean-Claude Pascal | Pierre Martel                 |
| Arletty            | Madame Blanche                |
| Raymond Pellegrin  | Mario                         |
| Peter van Eyck     | Fred                          |
| Odette Laure       | Mario's vriendin              |
| Paul Amiot         | Kapitein                      |
| Jean Témerson      | Xavier Noblet                 |
| Gabrielle Fontan   | de religieuze                 |
| Lila Kedrova       | Rose                          |